# Apostolat Militaire International
Das Apostolat Militaire International (AMI) wurde 1965 von zehn Ländern in Santiago de Compostela (Spanien) gegründet und ist ein Zusammenschluss nationaler katholischer Soldatenverbände und der Militärseelsorge. Aus dem Bedürfnis heraus sich für die ideellen Werte der katholischen Soldaten in den Streitkräften einzusetzen entstand der Gedanke eine internationale Vereinigung zu gründen. Die AMI ist eine vom Heiligen Stuhl anerkannte internationale katholische Organisation.

## Identifizierung
Aus der christlichen Sicht heraus und unter Berücksichtigung des militärischen Lebens möchte AMI die Werte fördern und eine internationale Verständigung aufbauen. Sie möchte den Frieden fördern und dabei die Lehren der katholischen Kirche anwenden. Sie ist bestrebt zur Bewältigung spiritueller, ethischer, moralischer und sozialen Frage beizutragen, die sich auf das Leben der Soldaten auswirken sollen. Aus diesem Grunde führt sie internationale Tagungen und Veranstaltungen durch, sie nimmt an Kongressen und Wallfahrten teil und möchte die Zusammenarbeit mit anderen Institutionen, die in der Sache des Friedens dienen, fördern.

## Organisation
Das Organ der AMI ist die jährliche Generalversammlung an ihr nehmen das Präsidium, das Exekutiv-Komitee und die Delegierten der nationalen Mitgliedsverbände und Militärordinarien teil. Die Generalversammlung wählt das Exekutiv-Komitee, dieses besteht aus dem Präsidenten und zwei Vizepräsidenten, dem Generalsekretär und einem kirchlichen Assistenten. Das Komitee ist der geschäftsführende Vorstand und erledigt die anfallenden Arbeiten. Der Generalsekretär ist das Verbindungsorgan zu den nationalen katholischen Soldatenverbänden, den Militärbischöfen und dem Heiligen Stuhl. Die AMI ist als Laienorganisation beim Päpstlichen Rat für die Laien eingeschrieben. Bei den Mitgliedschaften werden drei Gruppen unterschieden: „Vollmitglieder“, „Befreundete oder assoziierte Mitglieder“ und „Offene Mitgliedschaft“. Länder, die keine eigenständigen katholischen Soldatenverbände haben, werden durch die jeweiligen Militärordinariate repräsentiert. Die Geschäftsstelle der AMI ist in Best (Niederlande) beheimatet.
AMI-Präsident ist bis 2014 Generalmajor Mag. Norbert Sinn (Österreich), ihm zur Seite steht die Generalsekretärin Nelleke Swinkels van de Vorst (Niederlande) und die beiden Vizepräsidenten Oberst Michael Jedlička und Offiziersstellvertreter Markus Stromberger (beide Österreich).
- Zu den Vollmitglieder zählen: Deutschland: Gemeinschaft Katholischer Soldaten (GKS) und Deutsches Militärordinariat, Österreich: Arbeitsgemeinschaft Katholischer Soldaten (AKS) und Österreichische Militärdiözese, Belgien, Niederlande: Algemeen Christelijke Organisatie van Militairen (ACOM) und Niederländisches Militärordinariat, Frankreich, Großbritannien, Spanien, Portugal, Italien, Kroatien, Nigeria, Kenia, Ghana, Kolumbien, Lateinamerikanischer Bischofsrat, Philippinen.

- Befreundet oder assoziiert Mitglieder sind: die Schweiz, Estland, Lettland, Rumänien, Vereinigte Staaten, Dominikanische Republik, Südkorea, Norwegen, Dänemark, Schweden, Kanada, Indonesien, Tschechien, Ungarn, Polen, Ukraine, Peru, Chile, Argentinien und Südafrika.

- Zu den „Offenen Mitgliedschaften“ zählen: Litauen, Slowakei, Slowenien und Bosnien und Herzegowina

## Grundsatzdokumente
Mit großem Interesse und unter weltweiter Beachtung sowie mit internationaler Zustimmung wurde im Jahr 2000 von der AMI das Grundsatzdokument über die „Grundzüge des Selbstverständnisses katholischer Soldaten“ veröffentlicht. Das in Rom proklamierte Dokument trägt den Titel „Der katholische Soldat am Beginn des 3. Jahrtausends“.
Ein weiteres richtungsweisendes Dokument ist die Erklärung der Generalversammlung der AMI in Berlin vom Oktober 2010, sie ist mit dem Titel „Der christliche Soldat als Diener eines gerechten Friedens“ überschrieben.